# Citty Citty Bang Bang
Citty Citty Bang Bang (Chitty Chitty Bang Bang) è un film del 1968 sceneggiato da Roald Dahl e Ken Hughes, con canzoni di Richard M. Sherman e Robert B. Sherman, basato sul libro di Ian Fleming Chitty Chitty Bang Bang: The Magical Car. Dick Van Dyke interpreta Caractacus Potts e Sally Ann Howes Stella Scrumptious. Il film è stato diretto da Ken Hughes e prodotto da Albert R. Broccoli, meglio noto come il co-produttore della serie di film dedicata a James Bond, anch'essa basata sui romanzi di Fleming. Irwin Kostal ha supervisionato e diretto la musica, mentre i numeri musicali sono stati allestiti da Marc Breaux e Dee Dee Wood. Per il ruolo della protagonista femminile, assegnato a Sally Ann Howes, la produzione aveva inizialmente contattato anche Julie Andrews.
Le spese per la realizzazione del film superarono nettamente il budget previsto, ma al box office fu un successo. Sebbene avesse ricevuto favorevoli recensioni nel Regno Unito, in Europa e nella costa Est degli Stati Uniti, Hollywood non risparmiò insistite stroncature. Il film è, in ogni caso, diventato un classico per bambini.

## Trama
Nell'Inghilterra nel 1907, durante una corsa di macchine per un Grand Prix, una delle vetture perde il controllo per evitare di travolgere un cane e una bambina e si schianta prendendo fuoco. Due anni dopo la macchina da corsa distrutta finisce sul retro dell'officina meccanica del Signor Coggins dove viene scoperta da due bambini, Gianni e Gemma Potts, che nutrono una genuina attrazione verso l'oggetto. Il Signor Coggins però è intenzionato a vendere ad uno scorbutico uomo d'affari che intende demolire l'automobile e fonderla per rivenderne il metallo. Ciò ha la disapprovazione da parte dei due bambini, che si rivolgono al loro padre vedovo Caractacus Potts, un eccentrico inventore, che pur volendo soddisfare i figli, è impossibilitato per via del poco denaro che possiede. Mentre marinano la scuola, Gianni e Gemma incontrano Stella Scrumptious, un'incantevole signora dell'alta borghesia, che li prende e riporta dal padre per riferirgli la loro scappatella. Stella si mostra interessata alle eccentriche invenzioni di Caractacus Potts, ma è arrabbiata perché egli non sembra per nulla interessato al fatto che i suoi figli non fossero a scuola e se ne va indignata.
L'indomani Caractacus mentre rovista le sue strampalate invenzioni (alcune delle quali sembrano precorrere la tecnologia odierna come l'aspirapolvere o la televisione) scopre che una delle sue macchine produce dei dolciumi che si possono suonare come piccoli flauti. L'inventore li nomina Toot Sweets e decide di presentarli a Lord Scrumptious, il direttore di una fabbrica di caramelle nonché il padre di Stella. Nonostante l'iniziale interesse che l'uomo e i lavoratori provano per i Toot Sweets, Scrumptions caccia via Caractacus quando un branco di cani richiamati dai fischi prodotti dai dolciumi dell'inventore invadono la fabbrica. La sera, dopo aver messo a dormire i suoi figli, Caractacus porta la sua macchina taglia capelli automatica al luna park nella speranza di fare soldi e comprare l'auto per loro. Purtroppo la macchina va in malora e manda su tutte le furie un cliente che si mette ad inseguirlo. Caractacus per sfuggirgli si unisce ad un gruppo di intrattenitori del Luna Park ed esegue con loro il vivace ballo "Il mio Bambù". Ha successo tra il pubblico e riceve parte dei soldi del guadagno, che l'indomani gli permette di acquistare per i figli l'auto danneggiata del Signor Coggins.
Potts rimette a nuovo l'automobile e la nomina Citty Citty Bang Bang e un giorno decide di andare con Stella e i bambini alla spiaggia per un picnic. Per rendere la giornata più interessante Caractacus si mette a raccontare una storia fantastica con loro quattro come protagonisti alle prese con il burbero Barone Bombarda, l'infantile tiranno di Vulgaria ossessionato dal desiderio di impossessarsi di Citty Citty Bang Bang, che possiede diverse capacità tecniche strabilianti. Egli inizia a sparare da una nave verso di loro, ma quando il gruppo entra nel panico, Citty all'improvviso si tramuta in un mezzo acquatico che gli permette di raggiungere terra e scappare. Il Barone quindi invia due goffe spie, Herman e Sherman, al loro seguito per rubare la macchina. I due falliscono per la prima volta prendendo per sbaglio Lord Scrumptious. I due allora rapiscono Nonno Potts credendolo il creatore di Citty. Stella e il resto dei Potts lo vedono appeso all'aerostato del Barone e si mettono ad inseguirlo in volo con la macchina, la quale sviluppa delle ali e propulsori.
Gli antagonisti e i protagonisti arrivano così a Vulgaria, dove la moglie del Barone, Baronessa Bombarda ha proibito la presenza dei bambini dei villaggi circostanti, siccome li detesta. Il Barone rinchiude Nonno Potts insieme ad altri inventori, minacciando di torturarlo se non creerà una replica di Citty Citty Bang Bang. Nel frattempo i Potts e Stella atterrano in un villaggio privo di bambini e trovano asilo da un Giocattolaio locale, che lavora solo per il Barone vista l'assenza di bambini. Citty viene scoperta e i soldati la portano al palazzo di Bombarda. Mentre Caractacus e il Giocattolaio vanno alla ricerca di Nonno Potts e Stella esce dal negozio per procurarsi da mangiare, Gianni e Gemma vengono rapiti dal terribile Accalappiabambini, che li porta prigionieri a corte e la Baronessa ordina di segregarli in una torre.
Il Giocattolaio porta Caractacus e Stella in un sotterraneo del castello, dove tutti i bambini di Vulgaria sono stati nascosti dalle grinfie della Baronessa Bombarda e dall'Accalappiabambini. Lì Caractacus e Stella si mettono d'accordo con i bambini per organizzare una sommossa contro il Barone e la Baronessa. Il giorno del compleanno del Barone Bombarda, il Giocattolaio riesce a far infiltrare nel castello Caractacus e Stella travestendoli da regali per il Barone. I bambini di Vulgaria invadono il palazzo, Caractacus e Stella girano per tutto il castello cercando Gianni e Gemma e li liberano. Durante la battaglia, sia Citty sia il nonno trovano la via verso la famiglia, e Citty torna in Inghilterra, tra gli applausi di tutti i Vulgariani, che hanno catturato il Barone Bombarda, la Baronessa e l'Accalappiabambini.
Al termine della narrazione di Caractacus, Gianni e Gemma finiscono la storia per conto loro: "E papà e Stella si sposarono e vissero per sempre contenti e felici!". Stella trova il finale incalzante ma Caractacus è riluttante per via delle loro differenze sociali. Tornati a casa, il gruppo scopre che Nonno Potts e Lord Scrumptious sono grandi amici perché sono stati compagni in guerra. Scrumptious ha altre splendide notizie: chiede a Caractacus di brevettare i Toot Sweets come leccornie per cani. 
L'inventore salta su Citty, corre da Stella per comunicarle la buona notizia, scopre che lei già lo sapeva e così si scambiano un bacio. Mentre viaggiano insieme su Citty, l'automobile riprende il volo seguendo il lieto fine del racconto.

## Canzoni/Numeri musicali

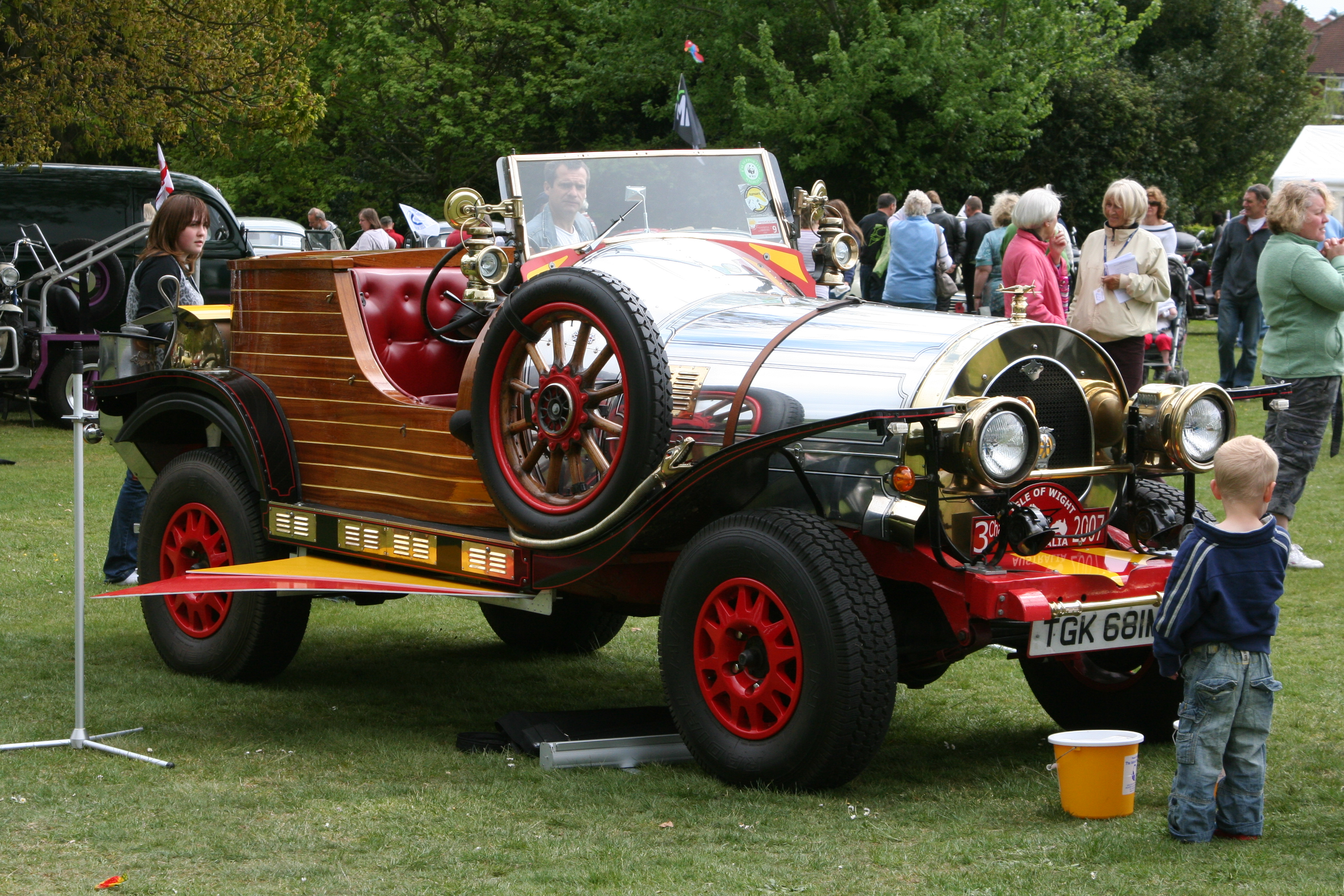
La macchina del film

- Noi tre (You Two): Cantata da Gianni, Gemma e Caractacus mentre fanno colazione riflettendo su quanto siano una meravigliosa famiglia.
- Toot Sweets (Toot Sweets): Cantata dai protagonisti quando presentano l'invenzione di Caractacus al padre di Stella.
- Il Porto dei Sogni (Hushabye Mountain): La ninna nanna che Caractacus canta ai suoi figli quando li mette a letto. Più avanti nel film viene ripresa da Stella e Caractacus, che la cantano per rincuorare i bambini di Vulgaria.
- Il mio Bambù (Me Ol' Bamboo): Numero musicale energetico e complesso degli intrattenitori del Luna Park, ai quali Caractacus si unisce per sfuggire da un vendicativo cliente della sua macchina taglia capelli automatica.
- Citty Citty Bang Bang (Chitty Chitty Bang Bang): Cantata da Caractacus, Stella e i bambini mentre si dirigono sulla spiaggia e battezzano la macchina, ispirandosi ai rumori che produce il motore.
- Stella (Truly Scrumptious): Cantata da Stella e dai Potts durante il picnic sulla spiaggia. I Potts la cantano esprimendo l'affetto che provano per Stella e lei ricambia.
- Oh, quanto Amore! (Lovely Lonely Man): Cantata da Stella quando svela di essere innamorata di Caractacus.
- Boss (Posh!): Cantata dal Nonno Potts mentre è alla mercé del dirigibile del Barone Bombarda. Egli è un personaggio eccentrico dotato di una grande immaginazione e che passa il tempo credendosi un esploratore in giro per il mondo.
- Le Rose del Successo (The Roses Of Success): Canzone che gli inventori prigionieri del Barone cantano a Nonno Potts per incoraggiarlo a non mollare mai la speranza di essere capace di creare la replica di Citty Citty Bang Bang.
- Dulcinea (Chu-Chi Face): Cantata dal Barone e dalla Baronessa Bombarda per esprimere il loro affetto reciproco, anche se durante il numero il Barone tenta comicamente di ucciderla.
- La Bambola sul Carillon (Doll On A Music Box): Cantata da Caractacus, travestito da pupazzo ballerino, e Stella, travestita da bambola meccanica di un Carillon.
- Citty Citty Bang Bang - Finale: La canzone di chiusura del film.

Nel 1969 in concomitanza con la programmazione dell'uscita del film in Italia, esce il disco 45 giri con i brani Citty Citty Bang Bang e Toots Sweets (La caramella che fischia) ad opera del Piccolo Coro dell'Antoniano. Testi italiani di Pertitas, direzione musicale di Pietro Carapellucci con la partecipazione del suo complesso vocale. I titoli italiani riportati sono quelli ufficiali reperibili sul vinile della colonna sonora che uscì dopo la distribuzione del film.
Nella trasmissione televisiva di LA7, la canzone finale è sostituita da una cover incisa a suo tempo da Rita Pavone.
Due canzoni scritte per il film ma all'ultimo rimaste soltanto come accompagnamento musicale sono Vieni al Luna-Park "Come To the Funfair" e lInno nazionale di Vulgaria "Vulgarian National Anthem"; Sono state poi pubblicate con il testo insieme alle altre canzoni del film quando fu distribuita la pellicola. La versione teatrale ha poi recuperato queste due canzoni in una versione vocale. I fratelli Richard M. Sherman e Robert B. Sherman furono anche assunti per scrivere molte nuove canzoni per la produzione teatrale, incluse Pensa Vulgariano! "Think Vulgar!" che è stata rimpiazzata nel 2003 con Comportati da inglese "Act English", "Kiddy-Widdy-Winkies", Lavoro di squadra "Teamwork" e La Samba Bombie "The Bombie Samba".
La canzone Citty Citty Bang Bang ha fatto da colonna sonora ad uno spot pubblicitario di una nota marca di acqua minerale.

## Distribuzione
Il titolo italiano d'epoca è Citty Citty Bang Bang, ma in seguito il film è divenuto più conosciuto con quello inglese Chitty Chitty Bang Bang a causa del DVD che in copertina riporta la variante originale con l'h nel titolo.

## Riconoscimenti
- Nomination all'Oscar come miglior canzone originale: "Citty Citty Bang Bang".
- Nomination al Golden Globe, nelle categorie di miglior colonna sonora e miglior canzone originale: "Citty Citty Bang Bang".

## Influenza culturale
Altri film e serie animate hanno parodiato o reinterpretato i brani del film in questione. Riportiamo qui alcuni esempi:
- I Griffin - Stagione 1, Episodio 3: "Chitty Chitty Death Bang" (Titolo originale)
- Veronica Mars - Stagione 2, Episodio 3: "Cheatty Cheatty Bang Bang" (Titolo originale)
- Marilyn Manson ha intitolato un suo brano Shitty Chicken Gang Bang parodiando in maniera oscena il titolo del film. La canzone è presente sull'album Smells Like Children del 1995.
- Nel film Ace Ventura - Missione Africa, il protagonista, interpretato da Jim Carrey canticchia la canzone finale mentre guida la jeep nella giungla.
- Ne La guerra dei mondi la ninna nanna de Il Porto dei Sogni viene cantata in una scena dal personaggio interpretato da Dakota Fanning.
- Nella versione per PC del videogioco Grand Theft Auto: San Andreas, è possibile inserire un trucco digitando sulla tastiera la stringa di testo CHITTYCHITTYBANGBANG, che permette di fare volare le automobili. Il chiaro riferimento riguarda la capacità dell'auto del film di sviluppare degli aggiornamenti tecnologici, come ad esempio sviluppare retrorazzi e ali per volare, cosa che, anche se in modo diverso, si può fare nel videogioco digitando il codice.
- In una scena del film Belfast di Kenneth Branagh i protagonisti vanno al cinema a vedere questo film.